# Vauchoux
Vauchoux – miejscowość i gmina we Francji, w regionie Burgundia-Franche-Comté, w departamencie Górna Saona.
Według danych na rok 1990 gminę zamieszkiwało 108 osób, a gęstość zaludnienia wynosiła 23 osoby/km² (wśród 1786 gmin Franche-Comté Vauchoux plasuje się na 635. miejscu pod względem liczby ludności, natomiast pod względem powierzchni na miejscu 828.).